# Millennium of Love
"Millennium of Love" (em português: "Milénio de amor") foi a canção que representou a Irlanda no Festival Eurovisão da Canção 2000 que teve lugar em Estocolmo, na Suécia.
A referida canção foi interpretada em inglês por Eamonn Toal. Foi a vigésima-terceira e penúltima canção a ser cantada na noite do evento, a seguir à canção da Turquia "Yorgunum Anla", interpretada por Pınar Ayhan e The SOS e antes da canção da Áustria  "All To You", cantada pela banda The Rounder Girls. A canção da Irlanda terminou em 6.º lugar, tendo recebido um total de 92 pontos. No ano seguinte, a Irlanda foi representada por Gary O'Shaughnessy que interpretou o tema "Without Your Love".

## Autores
- Letrista: Raymond J. Smyth
- Compositor: Gerry Simpson

## Letra
A canção é uma balada dramática, inspirada pela chegada do novo milénio (argumenta sobre o início do novo terceiro milénio). Eamonn canta sobre os aspetos negativos do mundo moderno, mas manifesta a esperança que a humanidade vai superar estes problemas e deixar as nossas pegadas ecológicas deixar uma colheita para as gerações futuras. Era uma canção antes do seu tempo como ainda hoje (mais de 10 anos depois),  todo mundo está falando sobre a importância das pegadas de carbono.
Apesar de vencer a irlandesa, a canção foi cruelmente apelidada de "Milénio de queijo" por críticos irlandeses que a acusavma de ser mais uma balada agradável, mas com uma  letra sentimentalóide. No entanto, ainda como a melhor classificação para a República da Irlanda no Festival Eurovisão da Canção desde que foi adotado o novo sistema de votação por telefone, obtendo mais votos que o total das próximas cinco canções da Irlanda. 

## Outras versões
Foi lançada uma versão instrumental da canção, em que o piano substitui a parte vocal de Toal.